# Ukuwela Division
Ukuwela Division är en division i Sri Lanka.   Den ligger i distriktet Matale District och provinsen Centralprovinsen, i den centrala delen av landet, 100 km nordost om huvudstaden Colombo. Antalet invånare är 67 542.